# Jean-Pierre Rigord
Pour les articles homonymes, voir Rigord.
Jean-Pierre Rigord, né à Marseille le 18 janvier 1656, décédé à Marseille le 20 juillet 1727, est un commissaire de la Marine, subdélégué de l'intendant de Provence, membre fondateur de l'Académie de Marseille.

## Biographie

### Sa jeunesse
Jean-Pierre Rigord est le fils d'Honoré Rigord, qui fut 2e échevin de la ville de Marseille en 1670, et de Catherine Vin ou de Vin. Après de brillantes études au collège de l'Oratoire, son père veut lui faire embrasser la carrière commerciale et l'envoie à Lyon chez un des plus fameux négociants. Voulant se consacrer aux études et non au négoce, il se rend à Paris auprès des Sulpiciens pour rentrer dans les ordres. Sa santé ne lui permettant pas de poursuivre dans cette voie, il rentre en Provence où il étudie l'archéologie et la numismatique. Le 27 novembre 1696 il se marie avec Madeleine Gazelle.

### Le bon gestionnaire
Michel Bégon lui procure l'emploi d'écrivain principal des galères et le fait connaître au marquis de Seignelay, ministre et secrétaire d'État chargé du département de la marine. En 1689, Rigord refuse pour raisons de santé le poste de garde du Cabinet du roi que voulait lui confier le marquis de Seignelay afin de remplacer Pierre Rainssant retrouvé noyé dans une pièce d'eau du parc de Versailles. Le ministre le nomme alors commissaire de la marine, emploi qu'il exerce jusqu'en 1704. Le ministre le charge également de surveiller dans les Pyrénées les coupes de bois destinées à la fabrication des mâts des navires. Rigord remédie alors à un inconvénient et un abus qui existaient depuis de nombreuses années : les arbres abattus étaient roulés sans précaution du haut des montagnes jusqu'au fond des vallées. De nombreux arbres étaient ainsi détériorés et n'étaient plus aptes à la confection des mâts des navires ; les arbres étaient alors vendus sur place et les exploitants locaux pouvaient ainsi en tirer des bénéfices illicites d'où leur peu d'empressement pour prendre les précautions nécessaires. Pour remédier à cette pratique Rigord fait confectionner sur les flancs des montagnes des sortes de canaux qui permettent de faire glisser facilement les fûts des arbres qui sont ainsi moins détériorés par le transport.
Grâce à ses qualités de bon gestionnaire Rigord est nommé en 1691 subdélégué des intendants de Toulouse et de Montauban. En 1701 Pierre-Cardin Lebret, intendant de Provence, le choisit pour être son subdélégué à Marseille. Trois ans plus tard, cet emploi ayant été mis en finance, Rigord en fait l'acquisition : les lettres patentes données à Versailles le 8 octobre 1704 sont enregistrées à la cour des comptes de Provence le 17 août 1705. En 1710, tous les offices mis en finance sont révoqués.

### Attitude courageuse pendant la peste de 1720
Au début de la peste de Marseille en 1720, Rigord perd sa femme et son neveu, fils de son frère François et de Lucrèce de Bellet. Il reste courageusement à son poste et ce n'est que sur ordre de l'intendant qu'il transfère le bureau de la subdélégation dans une maison de campagne où le fléau ne tarde pas à sévir. Il revient à Marseille où il peut continuer ses fonctions. Cet homme d'élite se distingue par son courage et son dévouement. En avril 1722, le roi Louis XV pour lui témoigner sa satisfaction et son estime, lui accorde des lettres de noblesse conçues dans les termes les plus flatteurs, le collier de l'ordre de Saint-Michel et une pension de mille livres.

### L'érudit
Rigord est également archéologue, numismate et collectionneur. Il publie, en 1689, une dissertation historique sur une médaille d'Hérode Antipas qui aurait fixé, si elle eût été authentique, l'année précise de la naissance du Christ. Cette pièce n'était en fait qu'un moulage.
Rigord possédait une belle collection de médailles, de statuettes, de cippes et de bas-reliefs. Son médaillier était célèbre dans toute l'Europe pour sa richesse et dans sa bibliothèque se trouvaient des manuscrits du plus grand intérêt. Quelques années avant sa mort il est obligé pour des raisons financières à vendre une grande partie de sa collection à Cardin Lebret. Par testament, il laisse le reste de sa collection aux jésuites de la maison de Saint-Jaume.

### L'académicien
Dès le début de l'année 1716, Rigord intervient par lettre du 16 février 1716 auprès du Maréchal de Villars pour créer à Marseille une Académie à l'instar d'autres villes de province (Caen, Bordeaux, Toulouse, Lyon, Montpellier, etc.). Il voulait créer une Académie des sciences ; son projet n'est pas retenu, car c'est une Académie des Belles-Lettres qui est créée en 1726. Malgré cette déconvenue, il accepte de faire partie des membres fondateurs ; ce fut le dernier inscrit et il sera le premier disparu, car il décèdera trois mois après la séance d'inauguration. Son éloge funèbre sera prononcé par le président Chalamont de La Visclède.

### Distinction
Une rue de Marseille porte son nom.
Anobli en juillet 1722.